# Sebastiano Lo Monaco (pittore)

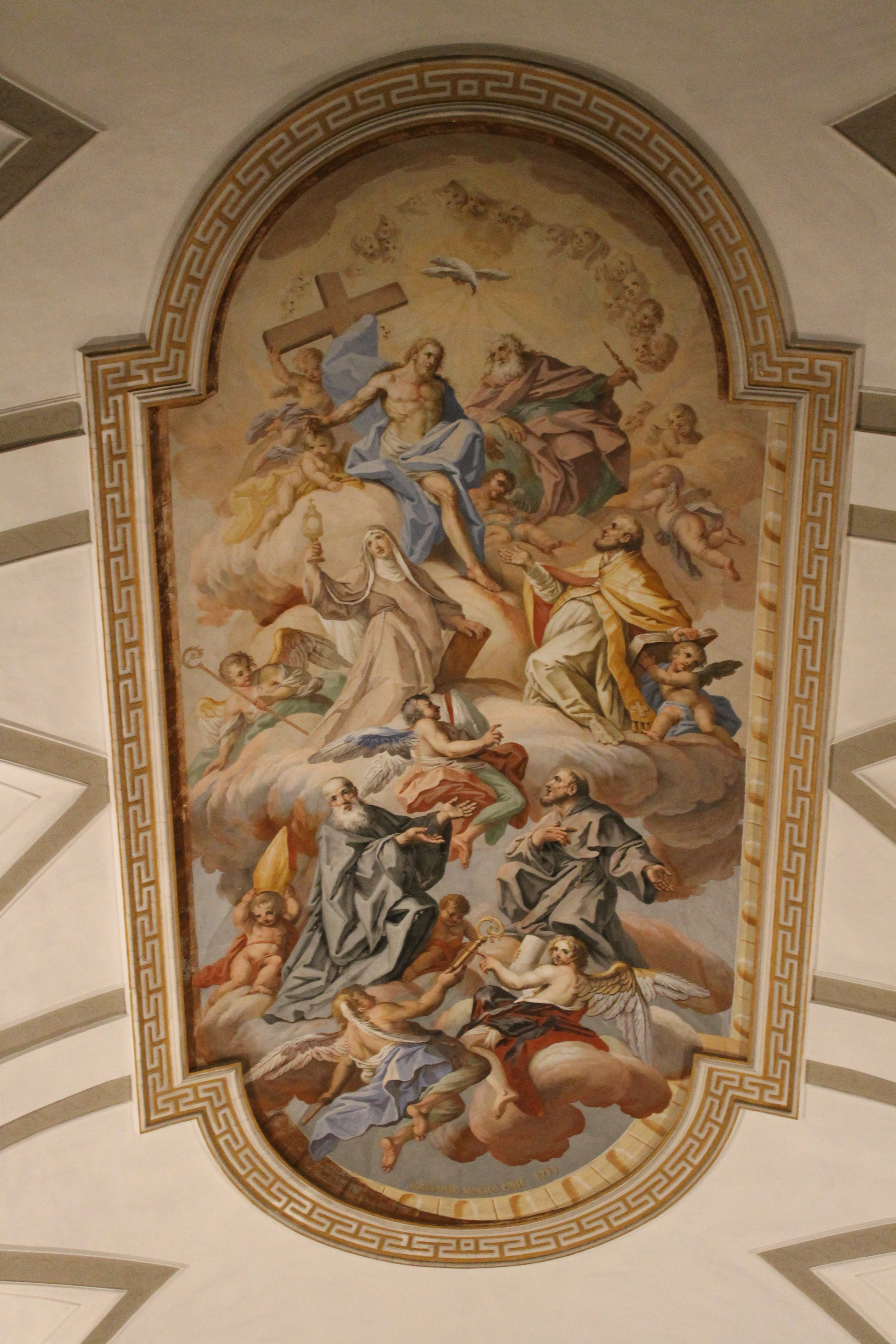
Affresco volta navata chiesa della Santissima Trinità e di San Marziano di Lentini.

Sebastiano Lo Monaco (Catania, 1750 circa – Sortino, 1800 circa) è stato un pittore italiano, attivo in Sicilia dal 1769 al 1799.

## Biografia
Allievo di Olivio Sozzi, uno dei più prolifici pittori del catanese, realizzò gli affreschi di due noti palazzi catanesi: il Palazzo Biscari e il Palazzo Reburdone. Nel primo lavorò, in collaborazione con Matteo Desiderato, alla decorazione del salone da ballo, con figure femminili allegoriche ai lati e il Trionfo della famiglia Paternò Castello di Biscari nella cupola della loggia dei musici, e dell'attigua galleria "alla marina", rappresentando gruppi di putti a simboleggiare le quattro stagioni. Nel Palazzo Reburdone dipinse un Concilio degli dei e Le tre Grazie.
Nella maturità lasciò Catania per stabilirsi a Sortino, nel siracusano, dove affrescò la navata della chiesa della Natività di Maria con scene della Cacciata dei mercanti dal Tempio e del Trionfo della fede.
Altre sue opere si trovano a Lentini, Ragusa, Mineo, Militello in Val di Catania, Siracusa e Biancavilla.

## Opere
- 1788, Profeti, affreschi, opere presenti nella volta della sacrestia della chiesa di San Sebastiano di Melilli.
- 1793, Gloria di San Giuseppe e San Benedetto, affreschi, opere realizzate nella volta della chiesa di San Giuseppe di Ragusa Ibla.
- 1799, Regina Eleonora d'Angiò e Badessa, Gloria della Santissima Trinità con le raffigurazioni di San Marziano, Santa Chiara, San Benedetto da Norcia e San Francesco d'Assisi, affreschi, opere realizzate nella volta della chiesa della Santissima Trinità e di San Marziano di Lentini.